# Hardomilje
Hardomilje je naseljeno mjesto u gradu Ljubuškom, Federacija BiH, BiH.

## Zemljopisni položaj i značajke
Smješteno je u jugozapadnom dijelu općine, na desnoj obali Trebižata. Površine je oko 939 ha, najviše kote 286 m i najniže 55 m. Na jugu graniči s Bijačom, na istoku sa Zvirićima, na sjeveru Hrašljanima i Humcom, a na zapadu Teskerom. Dijeli se na zaseoke: Gadžina mala, Pivnice, Mandići i Žabar. Staro Hardomilje, uglavnom napušteno, nalazi se u brdu oko Lovreća (na 235 m).
Ime naselja potječe iz srednjeg vijeka. U povelji vojvode Jurja Vojsalića braći Radivojevićima 12. kolovoza 1434. spominju se Vlasi Vojnići, Pribinovići i Hardomilići, od kojih su postala i imena današnjih sela Vojnića, Hardomilja i Pribinovića.

## Stanovništvo

### Popisi 1971. – 1991.
| Hardomilje         |            |              |            |
| godina popisa      | 1991.      | 1981.        | 1971.      |
| Hrvati             | 730 (100%) | 686 (99,85%) | 764 (100%) |
| Muslimani          | 0          | 0            | 0          |
| Srbi               | 0          | 0            | 0          |
| Jugoslaveni        | 0          | 0            | 0          |
| ostali i nepoznato | 0          | 1 (0,14%)    | 0          |
| ukupno             | 730        | 687          | 764        |

### Popis 2013.
| Hardomilje         |              |
| godina popisa      | 2013.        |
| Hrvati             | 886 (99,66%) |
| Srbi               | 0            |
| Bošnjaci           | 0            |
| ostali i nepoznato | 3 (0,34%)    |
| ukupno             | 889          |

## Povijest
Na području Hardomilja registrirano je više nadgrobnih kamenih gomila koje su vjerojatno pripadale Daorsima. Ipak, većina je arheoloških nalaza iz 1. do 3. stoljeća. Preko Hardomilja vodila je vojna cesta Salona - Narona o čemu svjedoči više pronađenih miljokaza. U Žabaru je postojao most preko rijeke širok 3,75 m. Na velikom broju lokaliteta pronađeni su rimski nadgrobni spomenici, ponajviše isluženih vojnika rimskih legija i kohorti – VII. i XV. legije, III. Alpske kohorte, I. Brakaraugustanovske kohorte, I. Lucenske i dr. Dio tih spomenika nalazi se u Arheološkoj zbirci Franjevačkoga samostana Humac i u Zemaljskom muzeju u Sarajevu. O životu na prostoru Hardomilja u srednjem vijeku govore grobišta stećaka na lokalitetima: Pojilo (13 primjeraka), Pivnice (15 primjeraka), Brdo (6 biliga), Plase (pet nadgobnika).
U popisu biskupa Pave Dragičevića iz 1742. spominje se In villa Ardomiglia 24 čeljadi, 15 odraslih i 9 djece: Philippus Kustura 7, 3; Lucas Vistiza 6, 3; Nicolaus Çorapina 2, 3.